# فهرست داستان‌های هزار و یک شب
این فهرستی از داستان‌های هزار و یک شب نسخه ریچارد فرانسیس برتون است. ده جلد اول برتون که او آن را کتاب هزار شب و یک شب نامید در سال ۱۸۸۵ منتشر شد. کتاب شبهای تکمیلی او بین سالهای ۱۸۸۶ و ۱۸۸۸ به صورت شش جلدی منتشر شد. نسخه‌های بعدی دزدان دریایی جلد سوم بسیار بزرگ را به دو جلد تقسیم کردند. شب‌ها به سبک داستان‌های درون داستانی است و داستان اصلی داستان شاه شهریار ایران و برادرش شاه‌زمان یا داستان شاه شهریار و ملکه شهرزاد است که در آن شهرزاد برای شوهرش شهریار قصه می‌گوید.
توجه: داستان‌های این مجموعه از جدول زمانی خاصی پیروی نمی‌کند. اعداد داخل پرانتز نشان می‌دهد که شب مورد نظر در حکایت ذکر شده (یا یکی از داستان‌های فرعی آن) شروع شده (و شب قبل به پایان رسیده است). اعداد داخل پرانتز به این معنی است که داستان به‌طور کامل در شب مشخص شده گنجانده شده است. ستاره نشان می‌دهد که داستان با شب شروع می‌شود.

## جلد ۱
- داستان شاه شهریار و برادرش (۱–۱۰۰۱)
  - داستان گاو و الاغ (به روایت وزیر) (۰)
  - داستان مرد بازرگان و جن (۱–۳)
    - داستان شیخ اول (۱–۲)
    - داستان شیخ دوم ((۲))
    - داستان شیخ سوم (۲–۳)

  - داستان ماهیگیر و جن (۳–۹)
    - داستان وزیر و حکیم دوبان (۵)
      - داستان شاه سندیباد و شاهینش ((۵))
      - داستان شوهر و طوطی ((۵))
      - داستان شاهزاده و غواص (۵–۷)

    - داستان شاهزاده انسورسل شده (۷–۸)

  - سه بانوی بغدادی (۹–۱۹)
    - داستان درویش اول (۱۱–۱۲)
    - داستان دورویش دوم (۱۲–۱۴)
      - داستان حسود و حسود ((۱۴))

    - داستان درویش سوم (۱۴–۱۷)
    - داستان بانو و دو سگش (۱۷–۱۸)
    - داستان دختر تازیانه خورده ((۱۸))

  - داستان سه سیب (۱۹–۲۴)
    - داستان نورالدین علی و پسرش بدرالدین حسن(۲۰–۲۴)

  - داستان گوژپشت (۲۴–۳۴)
    - داستان تاجر مسیحی (۲۵–۲۶)
    - داستان ریو (۲۷–۲۸)
    - داستان دکتر یهودی (۲۸–۲۹)
    - داستان خیاط (۲۹–۳۳)
      - داستان آرایشگر از خودش (۳۱–۳۳)
        - داستان آرایشگر از اولین برادرش ((۳۱))
        - داستان آرایشگر از دومین برادرش (۳۱–۳۲)
        - داستان آرایشگر از سومین برادرش ((۳۲))
        - داستان آرایشگر از چهارمین برادرش ((۳۲))
        - داستان آرایشگر از پنجمین برادرش (۳۲–۳۳)
        - داستان آرایشگر از ششمین برادرش ((۳۳))
        - پایان داستان خیاط (۳۳–۳۴)

## جلد ۲
- نورالدین علی و دختر انیس الجلیس (۳۴–۳۸)
- حکایت غانم بن ایوب، پریشان، غم عشق (۳۹–۴۵)
  - حکایت خواجه اول بخایت ((۳۹))
  - حکایت خواجه دوم، کافور (۴۰)
- حکایت ملک عمر بن النعمان و پسرانش شرکان و زاوالمکان و آنچه بر آنها از چیزهای دیده شده و پرگرین گذشت (۴۶–۱۲۴)
  - داستان تاج الملوک و پرنسس دنیا: عاشق و محبوب (۱۰۸–۱۲۴)
    - داستان عزیز و عزیزه (۱۱۳–۱۲۴)

## جلد ۳
- داستان ملک عمر بن النعمان و پسرانش شرکان و زاوالمکان (ادامه) (۱۲۵–۱۴۵)
  - داستان تاج الملوک و پرنسس دنیا: عاشق و محبوب (ادامه) (۱۲۵–۱۳۷)
    - ادامه حکایت عزیز و عزیزه (۱۲۵–۱۲۸)

  - داستان حشیش خوار (۱۴۳)
  - داستان حماد بدوی ((۱۴۴))
- پرندگان و جانوران و نجار (*۱۴۶–۱۴۷)
- زاهدان (۱۴۸)
- مرغ آبی و لاک پشت ((۱۴۸))
- گرگ و روباه (۱۴۹–۱۵۰)
  - داستان شاهین و کبک ((۱۴۹))
- موش و ایکنومون (۱۵۱)
- گربه و کلاغ ((۱۵۰))

روباه و کلاغ ((۱۵۰))
- - کک و موش ((۱۵۰))
  - ساکر و پرندگان (۱۵۲)
  - گنجشک و عقاب ((۱۵۲))
- جوجه تیغی و کبوترهای چوبی ((۱۵۲))
  - تاجر و دو تیزبر ((۱۵۲))
- دزد و میمونش ((۱۵۲))
  - بافنده احمق ((۱۵۲))
- گنجشک و طاووس ((۱۵۲))
- قصه علی بن بکار و شمس‌النهار (*۱۵۳–۱۶۹)
- قصه قمرالزمان (*۱۷۰–۲۳۷)

## جلد ۴
- قصه قمرالزمان (ادامه)
  - نعمه بن الربیعه و غلامش نئومی (۲۳۸–۲۴۶)
- [نتیجه حکایت قمرالزمان] (۲۴۷–۲۴۹)
- علاء الدین ابوالشامت (۲۵۰–۲۶۹)
- حاتم از قبیله طی (۲۷۰)
- داستان معان پسر زیده (۲۷۱)
- معان پسر زیده و بدوی
- شهر لبتایت (۲۷۲)
- خلیفه هشام و جوانان عرب
- ابراهیم بن المهدی و آرایشگر-جراح (۲۷۳–۲۷۵)
- شهر ایرام چند ستونی و عبدالله پسر ابی کلیبه (۲۷۶–۲۷۹)
- اسحاق موصلی (۲۸۰–۲۸۲)
- جارو و بانوی نجیب (۲۸۳–۲۸۵)
- خلیفه مقلد (۲۸۶–۲۹۴)
- علی پارسی (۲۹۵–۲۹۶)
- هارون الرشید و کنیز و امام ابو یوسف (۲۹۷)
- داستان عاشقی که خود را دزد جلوه داد (۲۹۸–۲۹۹)
- داستلن جعفر برمک و لوبیا فروش ((۲۹۹))
- ابو محمد بلند تنبل (۳۰۰–۳۰۵)
- معامله سخاوتمندانه یحیی بن خالد برمسید با منصور (۳۰۶)
- برخورد سخاوتمندانه یحیی پسر خالد با مردی که نامه ای به نام او جعل کرد (۳۰۷)
- خلیفه المأمون و عالم غریب (۳۰۸)
- [[داستان علی شار و زمرد سمرقندی (۳۰۹–۳۲۷)
- محبت‌های جبیر بن عمیر و بانو بودور (۳۲۸-۳۳۴)
- مرد الیمن و شش کنیزش (۳۳۵-۳۳۸)
- هارون الرشید و دختر و ابونواس (۳۳۹–۳۴۰)
- مردی که ظرف طلا را که در آن سگ خورد (۳۴۱) را دزدید

شارپر اسکندریه و رئیس پلیس (۳۴۲)
- الممالک النصیر و رؤسای پلیس سه‌گانه (۳۴۳–۳۴۴)
  - داستان رئیس پلیس قاهره ((۳۴۳))
  - داستان رئیس شهربانی بولک (۳۴۴)
  - داستان رئیس پلیس قدیمی قاهره ((۳۴۴))
- دزد و شرف (۳۴۵)
- رئیس پلیس کوس و شارپر (۳۴۶)
- ابراهیم بن مهدی و خواهر تاجر (۳۴۷)

زنی که برای صدقه دادن به فقرا دستش قطع شد (۳۴۸)
- اسرائیل مؤمن (۳۴۹)

ابوحسن الزیادی و مرد خراسانی (۳۵۰–۳۵۱)
- فقیر و دوستش در نیازمندی ((۳۵۱))
- مرد ویران شده‌ای که از طریق یک رؤیا دوباره ثروتمند شد (۳۵۲)
- خلیفه المتوکل و کنیزش محبوبه (۳۵۳)
- واردان قصاب؛ ماجراجویی او با بانو و خرس (۳۵۴–۳۵۵)
- دختر پادشاه و میمون (۳۵۶–۳۵۷)

## جلد ۵
- اسب آبنوس (۳۵۸–۳۷۱)
- اونس الوجود و دختر وزیر الورد فی الاکم یا رز این هود (۳۷۲–۳۸۱)
- ابو نواس با سه پسر و خلیفه هارون الرشید (۳۸۲–۳۸۳)
- عبدالله بن معمر با مرد بصوره و کنیزش ((۳۸۳))
- عاشقان بنی عذرا (۳۸۴)
- وزیر الیمن و برادر کوچکترش ((۳۸۴))
- عشق‌های دختر و پسر در مدرسه (۳۸۵)
- المطلمس و همسرش امیه (۳۸۵)
- خلیفه هارون الرشید و ملکه زبیده در حمام (۳۸۶)
- هارون الرشید و الشعراء ((۳۸۶))
- مصعب بن زبیر و عایشه دختر طلحه (۳۸۷)
- ابوالاسود و کنیزش ((۳۸۷))
- هارون الرشید و دو کنیز ((۳۸۷))
- خلیفه هارون الرشید و سه کنیز ((۳۸۷))
- میلر و همسرش (۳۸۸)
- The Simpleton and the Sharper ((388))

کازی ابویوسف با هارون الرشید و ملکه زبیده (۳۸۹)
- خلیفه الحکیم و تاجر ((۳۸۹))
- پادشاه کسری انوشیروان و دختر دهکده (۳۹۰)
- آب حامل و همسر زرگر (۳۹۱)
- خسرو و شیرین و ماهیگیر ((۳۹۱))
- یحیی بن خالد برمکش و فقیر (۳۹۲)
- امین و کنیز ((۳۹۲))
- فرزندان یحیی بن خالد و سعید بن سلیم البحیلی (۳۹۳)
- حیله زن علیه شوهرش (۳۹۴)
- زن مؤمن و دو پیر شریر ((۳۹۴))
- جعفر برمکش و بدوی پیر (۳۹۵)

خلیفه عمر بن الخطاب و بدوی جوان (۳۹۶–۳۹۷)
- خلیفه مأمون و اهرام مصر (۳۹۸)
- دزد و تاجر (۳۹۹)

مسرور خواجه و ابن الکریبی (۴۰۰–۴۰۱)
- شاهزاده فداکار (۴۰۲)
- مدرسه نابخردان که با گزارش عاشق شد (۴۰۳)
- دومینی احمق ((۴۰۳))
- بیسوادی که برای یک مدیر مدرسه راه اندازی کرد (۴۰۴)
- پادشاه و همسر نیکوکار ((۴۰۴))
- قصه رُخ عبدالرحمن مغربی (۴۰۵)
- عدی بن زید و شاهزاده هند (۴۰۶–۴۰۷)
- دیبیل خزاعی با بانو و مسلم بن الولید ((۴۰۷))
- اسحاق موصلی و تاجر (۴۰۸–۴۰۹)
- سه عاشق بدبخت (۴۱۰)
- نحوه ترمز ابوحسن باد (در نسخه‌های دیگر یافت نشد، اصالت آن مورد اختلاف است) ((۴۱۰))
- عاشقان بنو طی (۴۱۱)
- عاشق دیوانه (۴۱۲)
- پیشینی که مسلمان شد (۴۱۳–۴۱۴)
- عشق ابوعیسی و کرات العین (۴۱۵–۴۱۸)
- امین پسر الرشید و عمویش ابراهیم بن مهدی (۴۱۹)
- الفتح بن خاکان و خلیفه متوکل ((۴۱۹))
- نزاع مرد با زن دانشمند در مورد برتری نسبی زن و مرد (۴۲۰–۴۲۳)
- ابو سوید و پیرزن زیبا (۴۲۴)
- امیر علی بن طاهر و دختر مونس ((۴۲۴))
- زنی که پسری داشت و دیگری که مردی را معشوق داشت ((۴۲۴))
- علی قاهره و خانه جن زده در بغداد (۴۲۵–۴۳۴)
- مرد زائر و پیرزن (۴۳۵–۴۳۶)
- ابوالحسن و کنیزش توادود (۴۳۷–۴۶۲)
- فرشته مرگ با شاه مغرور و مرد عابد
- فرشته مرگ و پادشاه ثروتمند (۴۶۳)
- فرشته مرگ و پادشاه بنی اسرائیل (۴۶۴)
- اسکندر و قبیله ای از مردم فقیر
- عدالت پادشاه انوشیروان (۴۶۵)
- کازی یهودی و همسر پارسا او (۴۶۶)
- زن کشتی شکسته و فرزندش (۴۶۷)
- برده سیاه پارسا (۴۶۸)
- سینی ساز عابد و همسرش (۴۶۹–۴۷۰)
- الحجاج و انسان پرهیزکار (۴۷۱)
- آهنگری که می‌توانست آتش را بدون صدمه اداره کند (۴۷۲–۴۷۳)
- عابدی که خداوند ابری به او عطا کرد و ملک عابد (۴۷۴)
- قهرمان مسلمان و دختر مسیحی (۴۷۵–۴۷۷)
- دختر پادشاه مسیحی و مسلمان (۴۷۸)
- پیامبر و عدل مشیت (۴۷۹)
- فریمن نیل و زاهد
- پادشاه جزیره و اسرائیلی پارسا (۴۸۰–۴۸۱)
- ابوالحسن و ابوجعفر جذامی (۴۸۲)
- ملکه مارها (۴۸۳–۴۸۶)
  - ماجراهای بولوکیا (۴۸۷–۴۹۹)
  - داستان جانشاه (۵۰۰–۵۳۰)
  - [ماجراهای Bulukiya] از سر گرفته شد (۵۳۱–۵۳۳)
- [ملکه مارها] از سر گرفت (۵۳۴–۵۳۶)

## جلد ۶
- سندباد دریانورد و سندباد مرد زمینی (۵۳۷–۵۳۸)
  - سفر اول سندباد دریانورد (۵۳۹–۵۴۲)
  - سفر دوم سندباد دریانورد (۵۴۳–۵۴۶)
  - سفر سوم سندباد دریانورد (۵۴۷–۵۵۰)
  - سفر چهارم سندباد دریانورد (۵۵۱–۵۵۶)
  - سفر پنجم سندباد دریانورد (۵۵۷–۵۵۹)
  - سفر ششم سندباد دریانورد (۵۶۰–۵۶۳)
  - سفر هفتم سندباد دریانورد (۵۶۴–۵۶۶)
- شهر برنج (۵۶۷–۵۷۸)
- پیشه و خباثت زن یا حکایت پادشاه، پسرش، صیغه او و هفت وزیر
  - پادشاه و همسر وزیرش (۵۷۹)
  - شیرینی پزی، همسرش و طوطی
  - فولر و پسرش (۵۸۰)
  - ترفند راک در برابر همسر پاکدامن
  - خسیس و قرص‌های نان (۵۸۱)
  - بانو و دو عاشقش
  - پسر پادشاه و غوغا (۵۸۲)
  - قطره عسل
  - زنی که شوهرش را غبار الک کرد
  - بهار طلسم شده (۵۸۳–۵۸۴)
  - پسر وزیر و همسر همام نگهبان
  - دستگاه همسر برای فریب دادن شوهرش (۵۸۵–۵۸۶)
  - دختر آواز زرگر و ترمه (۵۸۷)

مردی که در بقیه روزهایش هرگز نخندید (۵۸۸–۵۹۱)
- - پسر پادشاه و همسر تاجر (۵۹۲)
  - صفحه ای که تظاهر به دانستن گفتار پرندگان کرد (۵۹۳)
  - بانو و پنج خواستگارش (۵۹۴–۵۹۶)
  - سه آرزو یا مردی که آرزوی دیدن شب قدر را داشت
  - گردنبند دزدیده شده (۵۹۷)
  - دو کبوتر
  - شاهزاده بهرام و پرنسس الدتم (۵۹۸)
  - خانه با بلودر (۵۹۹–۶۰۲)
  - پسر پادشاه و معشوقه ایفریت (۶۰۳)
  - بازرگان چوب صندل و تیزپرها (۶۰۴–۶۰۵)
  - فساق و کودک سه ساله
  - کیف پول دزدیده شده (۶۰۶)
  - روباه و مردم
- جودار و برادرانش (۶۰۷–۶۲۴)
- تاریخ غریب و برادرش عجیب (۶۲۵–۶۳۶)

## جلد ۷
- تاریخ غریب و برادرش عجیب (ادامه) (۶۳۷–۶۸۰)
- عتبه و رایا (۶۸۱)
- دختر هندی النعمان و الحجاج (۶۸۲–۶۸۳)
- خزیمه بن بشر و عکرمه الفیاض (۶۸۴)
- یونس کاتب و خلیفه ولید بن سهل (۶۸۵)
- هارون الرشید و دختر عرب (۶۸۶)
- الاسمعی و سه دختر بصوره (۶۸۷)
- ابراهیم موصلی و شیطان (۶۸۸)
- عاشقان بنی عذرا (۶۸۹–۶۹۱)
- بداوی و همسرش (۶۹۲–۶۹۳)
- عاشقان باسوره (۶۹۴–۶۹۵)
- اسحاق موصلی و معشوقه اش و شیطان (۶۹۶)
- عاشقان مدینه (۶۹۷)
- الملک النصیر و وزیرش (۶۹۸)
- سرکشی‌های دلیله حیله‌گر و دخترش زینب شکارچی (۶۹۹–۷۰۸)
  - ماجراهای مرکوری علی قاهره (۷۰۹–۷۱۹)
- اردشیر و حیات النفوس (۷۲۰–۷۳۸)
- جولنار متولد دریا و پسرش بدر باسیم پادشاه ایران (۷۳۹–۷۵۶)
- ملک محمد بن سبائک و تاجر حسن (۷۵۷–۷۵۸)
  - داستان شاهزاده سیف الملوک و شاهزاده بدیع الجمال (۷۵۹–۷۷۶)

## جلد ۸
- ملک محمد بن سبائک و تاجر حسن (ادامه)
  - داستان شاهزاده سیف الملوک و شاهزاده بدیع الجمال (ادامه) (۷۷۷–۷۷۸)
- حسن باسوره (۷۷۹–۸۳۱)
- خلیفه ماهیگیر بغداد (۸۳۲–۸۴۵)
- [نسخه جایگزین همان داستان از نسخه برسلاو]

مسرور و زین المواصف (۸۴۶–۸۶۳)
- علی نورالدین و میریام کمربند (۸۶۴–۸۸۸)

## جلد ۹
- علی نورالدین و میریام کمربند (ادامه) (۸۸۹–۸۹۴)
- مرد مصر علیا و همسر فرانک او (۸۹۵–۸۹۶)

مرد ویران شده بغداد و کنیزش (۸۹۷–۸۹۹)
- پادشاه جلیاد هند و وزیرش شیماس (۹۰۰)
- تاریخ شاه ویرد خان پسر شاه جلیاد با زنان و وزیرانش
  - موش و گربه (۹۰۱–۹۰۲)
  - فاکر و کوزهٔ کره‌اش (۹۰۳)
  - ماهی و خرچنگ
  - کلاغ و مار (۹۰۴)

الاغ وحشی و شغال (۹۰۵)
- - شاه ظالم و شاهزاده زائر (۹۰۶)
  - کلاغ‌ها و شاهین (۹۰۷)
  - افسونگر مار و همسرش (۹۰۸)
  - عنکبوت و باد (۹۰۹)
  - دو پادشاه (۹۱۰)

مرد کور و معلول (۹۱۱–۹۱۸)
- - ماهیگیر احمق
  - پسر و دزد (۹۱۹)
  - مرد و همسرش (۹۲۰)
  - بازرگان و دزدان (۹۲۱)
  - شغال و گرگ
  - چوپان و سرکش (۹۲۲–۹۲۴)
  - فرانکولین و لاک پشت‌ها
- [تاریخ شاه ویرد خان، پسر شاه جلیاد با زنان و وزیرانش] «از سر گرفته شد» (۹۲۵–۹۳۰)
- ابوکر رنگرز و ابوسر آرایشگر (۹۳۱–۹۴۰)
- عبدالله ماهیگیر و عبدالله مرمان (۹۴۱–۹۴۶)
- هارون الرشید و ابوحسن، تاجر عمان (۹۴۷–۹۵۲)
- ابراهیم و جمیله (۹۵۳–۹۵۹)
- ابو الحسن خراسانی (۹۶۰–۹۶۳)
- کمرالزمان و زن جواهر (۹۶۴–۹۷۸)
- عبدالله بن فاضل و برادرانش (۹۷۹–۹۸۹)

## جلد ۱۰
- معارف پینه‌دوز و همسرش فاطمه (۹۹۰–۱۰۰۱)
- نتیجه‌گیری شهرزاد و شهریار

همچنین در این جلد گنجانده شده است
- مقاله ترمینال
- مقدماتی
- من. منشأ شبها
  - آ. محل تولد
  - ب. تاریخ
  - سی. [نویسندگان]
- II. شب‌های اروپا
- III. ماده و نحوه شب‌ها
  - آ. موضوع
  - ب. شیوه شب‌ها
- IV. وضعیت اجتماعی
  - آ. اسلام
  - ب. زن
  - سی. پورنوگرافی
  - د. Pederasty
- V. در نثر قافیه و شعر شبها
  - آ. ساجا
  - ب. آیه
- L'Envoi
- فهرست (هم برای داستان‌های باقی مانده در این جلد و هم برای مقاله پایانی)
- ضمائم
- تفاهم نامه
- پیوست I
  - فهرست اول: فهرست داستان‌ها و نام‌های خاص
  - فهرست دوم: جدول الفبایی یادداشت‌ها (مردم‌شناسی و غیره)
  - فهرست IIIA: جدول الفبایی خطوط اول (قسمت متریک) به زبان انگلیسی
  - فهرست IIIB: جدول الفبایی سطرهای اول (قسمت متری) به زبان عربی
  - فهرست IVA: فهرست مطالب نسخه ناتمام کلکته
  - فهرست IVB: فهرست مطالب نسخه برسلاو (تونس).
  - فهرست IVC: فهرست مطالب متن MacNaghten یا Turner-Macan و نسخه Bulak
  - فهرست IVD: مقایسه فهرست مطالب نسخه‌های Lane و Burton
- پیوست II: مشارکت در کتابشناسی (توسط W. F. Kirby)
  - MS و ترجمه Galland
  - ادامه کازوت، و نسخه‌های ترکیبی
  - آغاز داستان سیف ذوالیزن به روایت حبیشت
  - MSS و ترجمه‌های اسکات
  - ترجمه ویل
  - ام اس فون هامر و ترجمه‌های حاصل از آن
  - مجموعه داستان‌های منتخب
  - نسخه‌های جداگانه داستان‌های منفرد یا ترکیبی
  - ترجمه‌های عاشقانه‌های شرقی هم خانواده
  - دکتر. ام اس کلارک
  - تقلیدها و کارهای متفرقه
  - نتیجه
  - جدول مقایسه ای قصه‌ها در نسخه‌های اصلی